# John Atkinson Grimshaw
John Atkinson Grimshaw (1836–1893) byl anglický malíř, známý zejména pro svoje nokturna, noční scény krajin a měst. Jako malíř byl samouk, mezi prvními využíval pro přípravu svých děl fotografie. Od roku 1862 začal vystavovat v Londýně a pět svých maleb prezentoval v Royal Academy of Arts. Postupně se vypracoval tak, že si mohl roku 1870 pořídit vilu na pobřeží v Leedsu. Se svou manželkou Fanny měl 15 dětí, z nichž 6 se dožilo dospělosti; čtyři z nich se staly malíři.

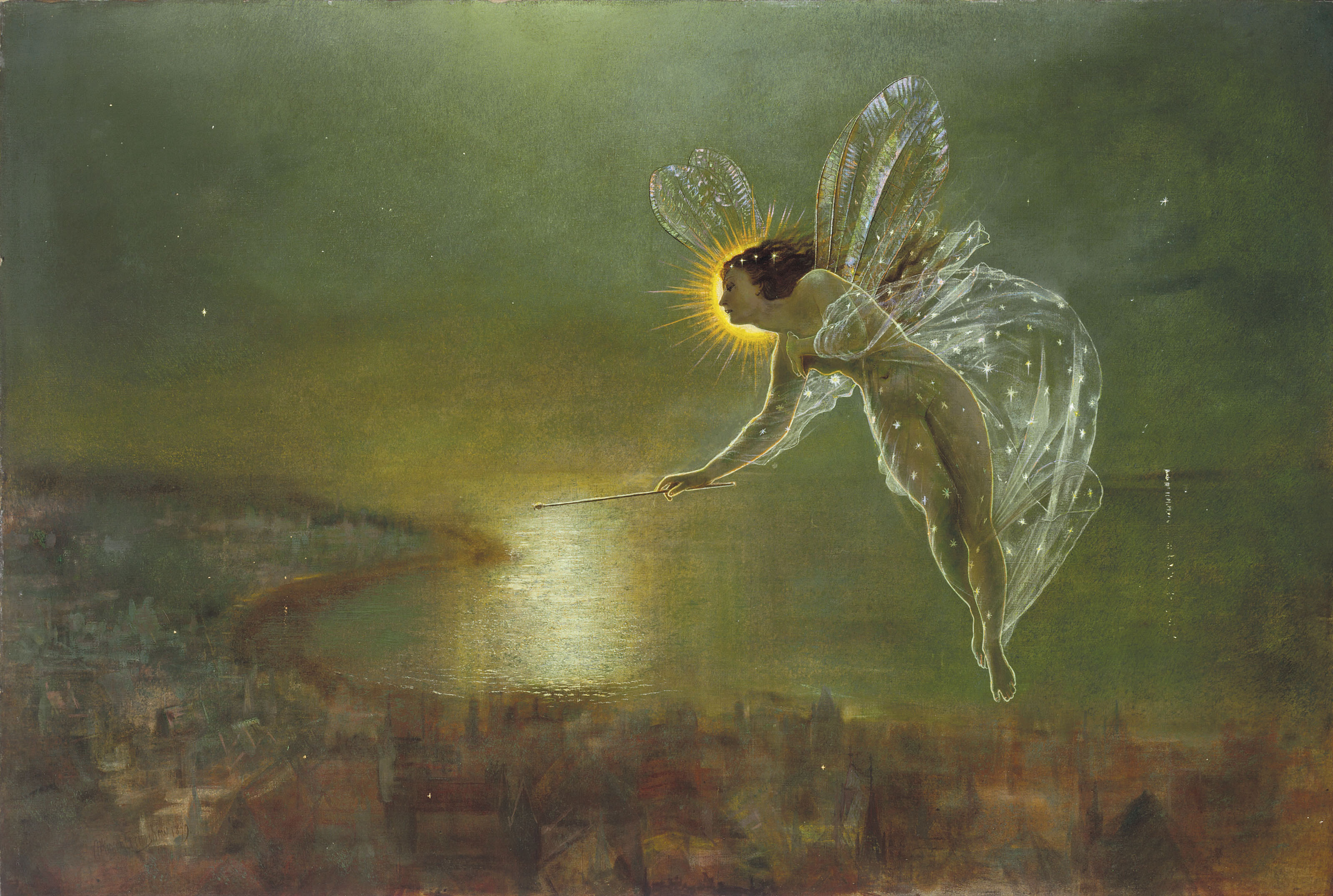
Spirit of the Night (1879)
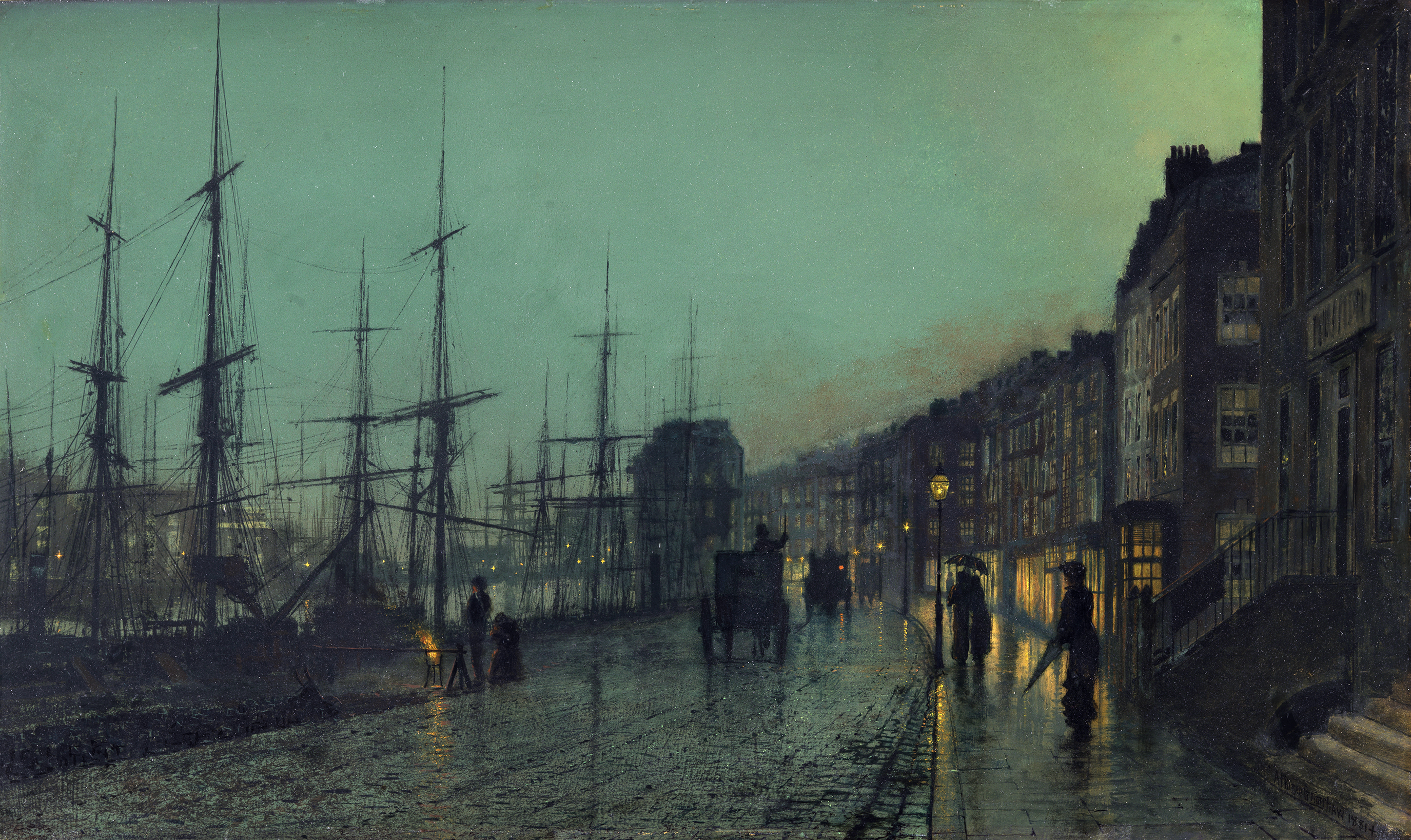
Shipping on the Clyde (1881)
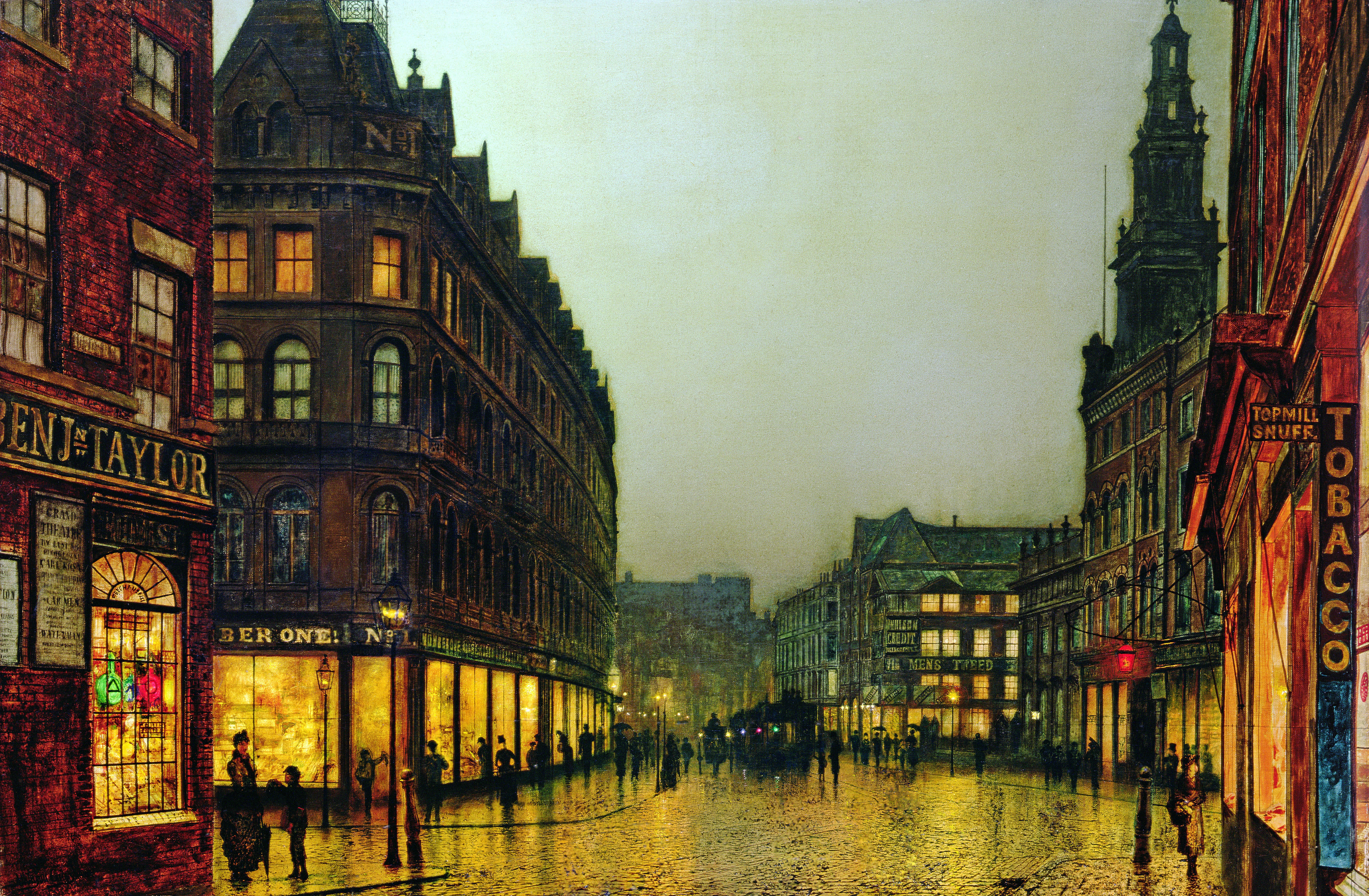
Boar Lane, Leeds (1881)
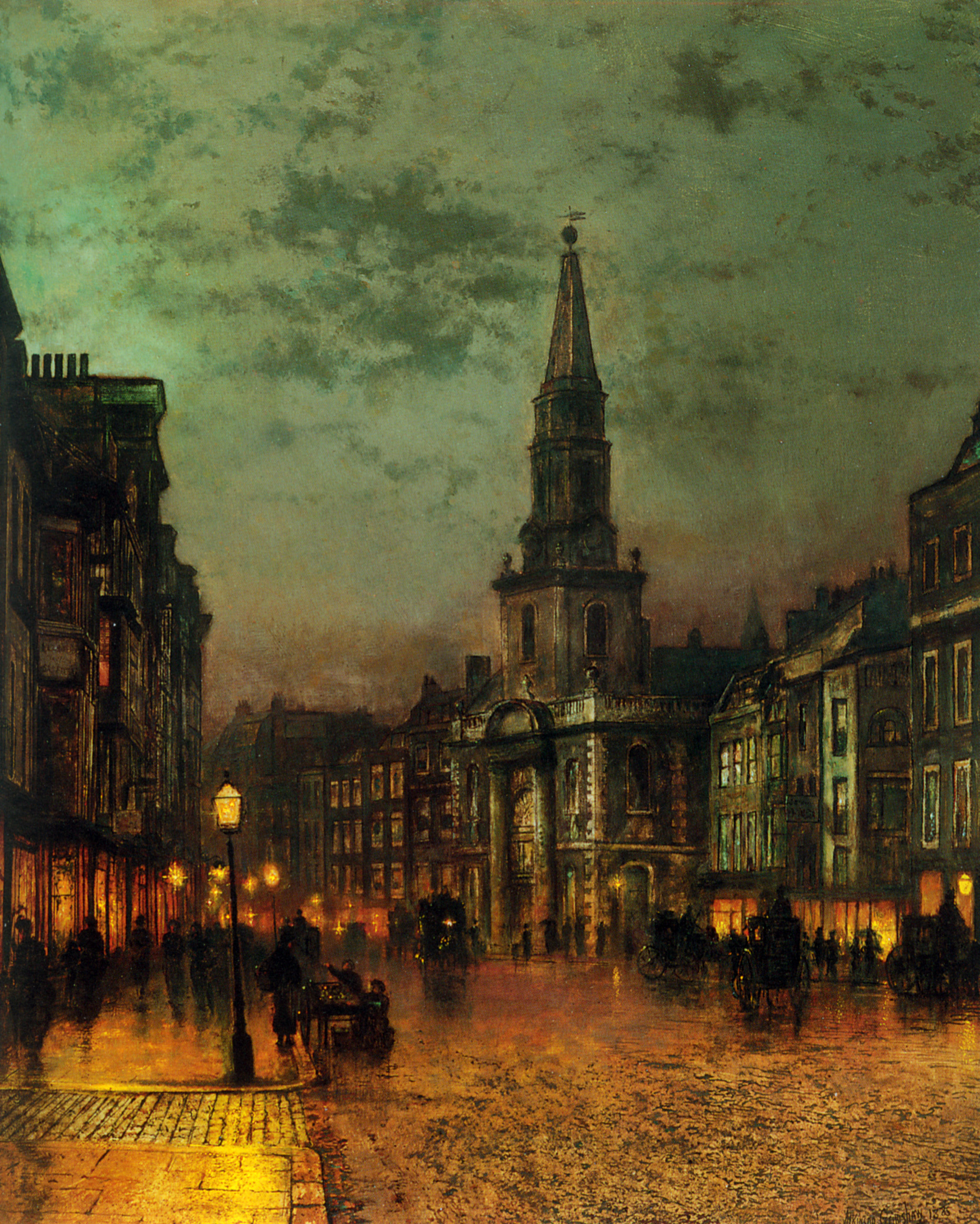
Blackman Street, London (1885)
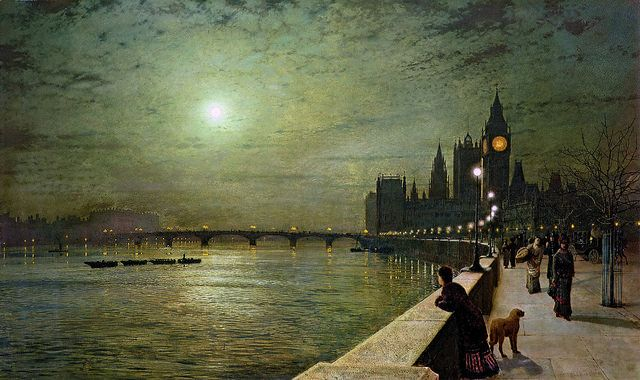
Reflections on the Thames, Westminster (1880)